# Gigantismo insular

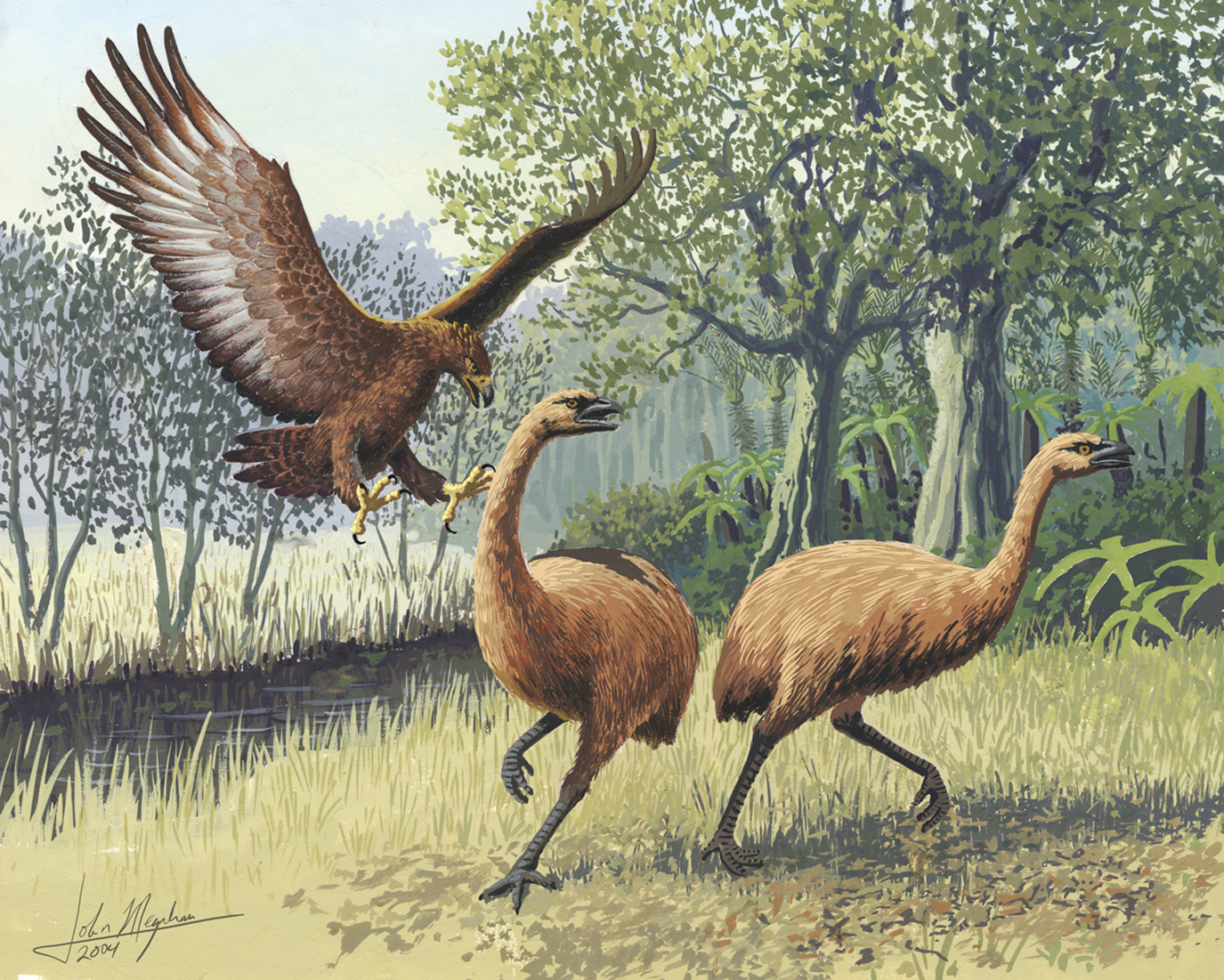
A Águia-de-haast e a Moa gigantes da Nova Zelândia.

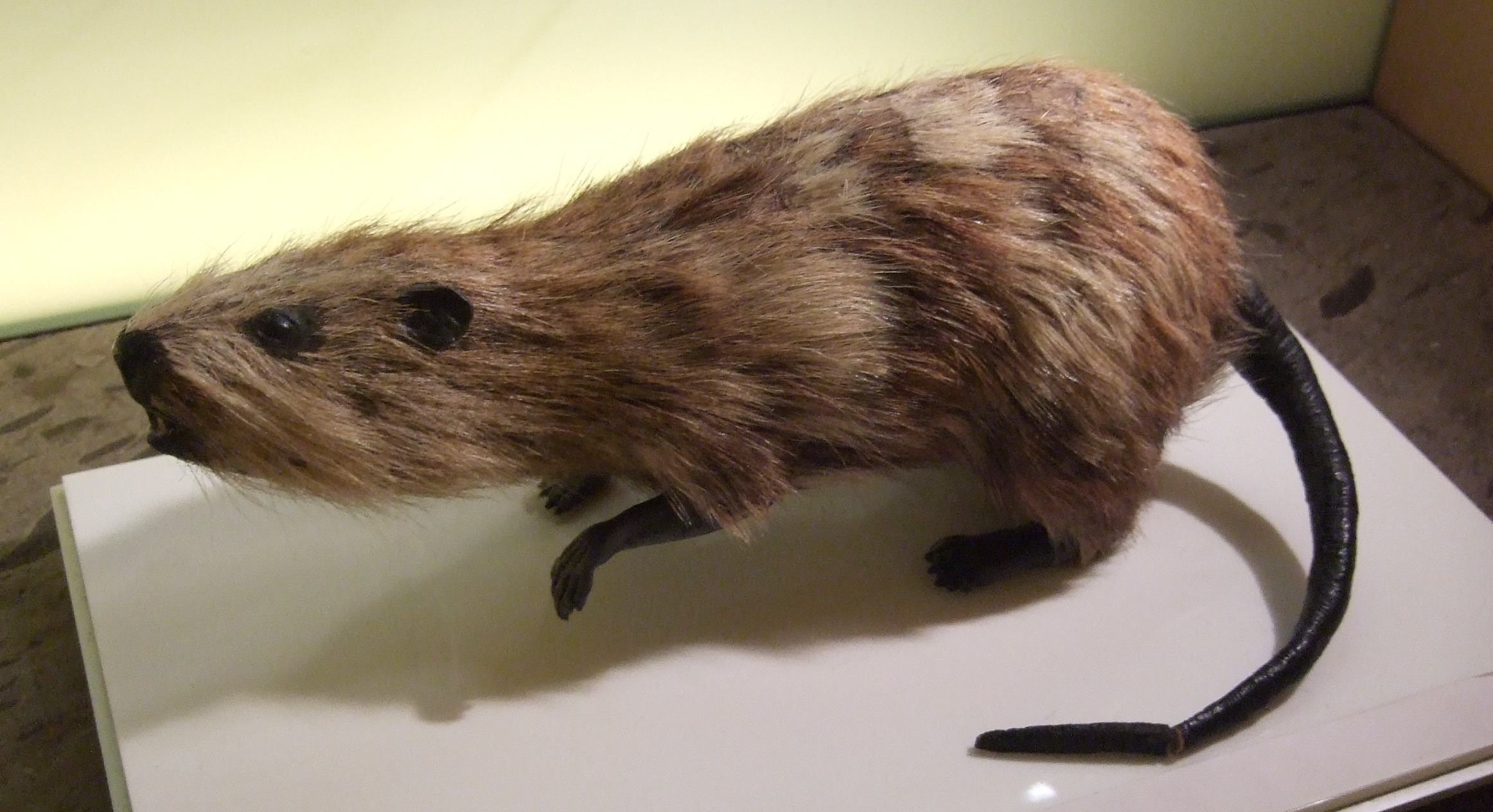
A Canariomys bravoi gigante da Tenerife.

Gigantismo insular é um fenómeno biológico onde o tamanho dos animais isolados numa ilha aumenta dramaticamente ao longo de várias gerações. É uma forma de seleção natural em que tamanhos maiores fornecem uma vantagem de sobrevivência (veja a regra de Bergmann). Dimensões avantajadas em herbívoros geralmente dificultam a fuga de predadores, mas, em ilhas, essa vantagem é normalmente ausente. Por isso, o gigantismo insular não é uma tendência evolutiva resultante de determinação de novos parâmetros à aptidão (tal como no nanismo insular), mas, normalmente, pela remoção de constrangimentos. Com a chegada dos seres humanos e predadores associados (cães, gatos, ratos, porcos), muitos endemismos de gigantes insulares tornaram-se extintos. Em oposição a nanismo insular, o gigantismo pode ser encontrado na maior parte dos grupos de vertebrados e em invertebrados.